# 秋卡林斯克
55°52′N 72°12′E / 55.867°N 72.200°E
秋卡林斯克 （俄语：Тюка́линск）是俄羅斯鄂木斯克州西北部的一個城市，位於州府鄂木斯克西北120公里。2002年人口12,007人。
1763年建立。1823年設市，1838年被撤，1878年重設。